# بيرند فيكس
بيرند فيكس (بالإنجليزية: Bernd Fix)‏ (من مواليد 19 مارس 1962 في فيتينغن، سكسونيا السفلى) وهو خبير ألماني في مجال الكمبيوتر وأمن الكمبيوتر.

## حياته
بعد حصولة على الثانوية في عام 1981، درس بيرند فيكس الفيزياء الفلكية والفلسفة في جامعات غوتنغن وهايدلبرج. حصل على دبلومه في العمل في مجال الفيزياء الفلكية النظرية في عام 1989.
من عام 1987 إلى عام 1989، كان فيكس أحد المتحدثين الرسميين لنادي كايوس للحاسوب ومؤلفًا لـ لجماعة «هاكر بايبل».
بعد وفاة صديقه واه هولاند (المؤسس المشارك لنادي كايوس للحاسوب) في عام 2001، ساعد فيكس في تأسيس مؤسسة واه هولاند وهو عضو مؤسس في مجلس الإدارة منذ ذلك الحين.
من 1998 كان فيكس يعيش ويعمل في سويسرا. انتقل إلى برلين في عام 2014.
وفقا لمقابلة من عام 2011، تم طرده من وظيفته في "SIX Financial Information" بسبب دعم المؤسسة لموقع ويكيليكس.

## أعماله
في عام 1986، انضم فيكس لنادي الكمبيوتر كايوس (CCC) في هامبورغ وبدأت العمل على قضايا أمن الكمبيوتر، مع التركيز على أبحاث فيروس الحاسوب. نشر أول فيروس تجريبي (Rushhour) في خريف عام 1986. كما ساهم في نتائج بحثه في كتاب «فيروسات الحاسوب» من تأليف رالف برجر.
في عام 1987 ابتكر طريقة لتحييد فيروس فيينا؛ يصادف هذا الحدث أول برنامج مضاد فيروسات موثق على الإطلاق.

## وصلات خارجية
- (بالألمانية)

```
Wau Holland Foundation
```

- (بالألمانية)

```
Chaos Computer Club
```

- (بالألمانية)

```
Datenspuren 2011
```

- (بالألمانية)

```
Das-Internet-darf-kein-Rechtsfreier-Raum-sein.pdf
```

- بيرند فيكس على موقع IMDb (الإنجليزية)